# Magericyon
Magericyon — вимерлий рід хижих ссавців з родини амфіціонових, який жив протягом 10–9 Ma міоцену (валлезійський вік) на території сучасної Іспанії.

## Опис
Зовнішній вигляд цієї тварини був віддалено схожий на вигляд особливо міцного великого кота, але череп нагадує псів чи урсид, як і у багатьох амфіционідів. На відміну від більшості інших амфіціонідів, у Magericyon були зуби, пов’язані з зубами гіперм'ясоїдної тварини, із сплощеними з боків іклами, третій премоляр мав єдиний корінь, відсутність других премолярів та метаконіди на нижніх молярах із редукцією другого верхнього моляра. Magericyon був вагою приблизно 91 кг.

## Спосіб життя
Magericyon, ймовірно, жив так само, як і сучасні коти — мисливцем із засідок на велику здобич. Magericyon мав потужні м'язи щелепи та шиї, які допомагали стабілізувати його голову та щелепи під час укусу. Амфіціонід був особливо вправними у рухах з боку в бік і обертаннях голови. Ця функція дозволила Magericyon швидко й ефективно обробляти туші, дозволяючи з'їсти достатню кількість м'яса до того, як прибудуть падальщики.